# Natura 2000-område nr. Røsnæs, Røsnæs Rev og Kalundborg Fjord
Natura 2000-område nr. 166 Røsnæs, Røsnæs Rev og Kalundborg Fjord  er et Natura 2000-område der består af habitatområde  nr. H195 og  har et areal på  56,64 km², hvoraf  324 er land. Cirka 40 % (194 ha) af områdets landareal ejes af  Naturstyrelsen.  Området omfattede oprindeligt kun af kystskrænterne på Røsnæs og Røsnæs Rev, men blev i 2010 udvidet med Kalundborg Fjord  som et led i en udvidelse af  af marine habitatområder i hele landet bl.a. med henblik på at forbedre beskyttelsen af marsvin. Også spidsen af Asnæs med den fredede Asnæs Dyrehave  blev da en del af Natura< 000-området. 5.341 hektar af området er hav hovedsageligt bestående af Kalundborg Fjord og Røsnæs Rev
Natura 2000-området ligger   i Vandområdedistrikt II Sjælland  i vandplanomåde 2.1 Kalundborg.  i  Kalundborg Kommune.

## Områdebeskrivelse
Røsnæshalvøen er en del af en bueformet randmoræne, der fortsætter over Storebælt til Fyns Hoved. 
Sammen med geologien danner det specielle storebæltsklima med lav nedbør og mange
solskinstimer grundlaget for områdets betydelige forekomster af bl.a. naturtyperne kalkoverdrev
(6210) og tørt kalksandoverdrev (6120) og heraf følgende unikke flora og smådyrsfauna. Floraen på Røsnæs indeholder således en række steppearter der ellers findes mest i  det sydøstlige Europa, f.eks. trekløft-alant (rødlistet som næsten truet), skræntstar (rødlistet som sårbar) og knopnellike.
Blandt de hvirvelløse dyr findes bl.a. nordlig fugleedderkop (Atypus affinis) (rødlistet som
næsten truet), cirkelmundet lågsnegl (Pomatias elegans) og dagsommerfuglen fransk bredpande
(rødlistet som kritisk truet), som har nogle af sine få tilbageværende forekomster i Danmark på
sydskrænterne af Røsnæs. Røsnæs sydskrænter er også bemærkelsesværdig ved sine mange
forekomster af markfirben.
Skrænternes store hældning har medført at jorden de fleste steder aldrig været omlagt, men
hovedsageligt været brugt til græsning uden tilførsel af gødning og sprøjtemidler.
På spidsen af Røsnæs findes en bestand af klokkefrø der stammer fra en genudsætning i år 2000
baseret på dyr fra Nekselø. Bestanden synes at trives, idet dyr spredes og koloniserer nye vandhuller
– også udenfor Natura 2000-området. 
Spættet sæl ses ofte i havområdet omkring Røsnæs og der er Marsvin i  Kalundborg
Fjord.

## Fredninger
Langs Røsnæs sydkyst  er seks områder omfattet af fredning. Det gælder f.eks. arealer ved Vindekilde nær spidsen af Røsnæs samt de sydvendte kystskrænter ud for Ulstrup, Kongstrup og Nostrup. Den inderste del af Kalundborg Fjord og Gisseløre er udlagt vildreservat med jagtforbud
af hensyn til rastende vandfugle og pga. områdets bynære beliggenhed, men kun en mindre, vestlig del
af reservatet indgår i Natura 2000-området.